# Ludwik Chełmicki
Ludwik Chełmicki (ur. 25 sierpnia 1903 w Warszawie, zm. 2 listopada 1970 w Złotokłosie) – polski lekkoatleta, który specjalizował się w wielobojach.
W 1924 startował w Letnich Mistrzostwach Świata Studentów zajmując piątą lokatę w skoku o tyczce oraz zdobywając brązowy krążek w rzucie oszczepem. Cztery razy zdobywał medale mistrzostw Polski seniorów – ma w dorobku jedno złoto (bieg na 110 metrów przez płotki – 1923), jedno srebro (dziesięciobój – 1923) oraz dwa brązy (rzut oszczepem – 1922 i 1923). Pracował jako nauczyciel w gimnazjum w Łodzi, był współzałożycielem sekcji hokeja na lodzie w łódzkich klubach: ŁKSie oraz Unionie. Rekordy życiowe: bieg na 110 m przez płotki – 18,0 (25 sierpnia 1923, Warszawa); skok o tyczce – 3,35 (8 czerwca 1930, Warszawa); rzut oszczepem – 45,05 (1 czerwca 1923, Warszawa); dziesięciobój – 5261,965 pkt. (9 września 1924, Warszawa).